# Блейве, Михаил Иванович
Михаи́л Ива́нович Бле́йве (29 октября 1873, Оллустфере (Олуствере), Феллинский (Вильяндиский) уезд, Лифляндская губерния, Российская империя — 14 января 1919, Тарту, Эстония) — протоиерей. Причислен к лику святых Русской православной церкви в 2000 году.

## Семья и образование
Родился в семье псаломщика местной церкви Ивана Петровича Блейве и его жены Акилины Христофоровны (в девичестве Леат). Сёстры — Александра и Вера.
Окончил Рижское духовное училище (семья была бедной, так что Михаил воспитывался за казённый счёт), Рижскую духовную семинарию в 1894 по 2-му разряду, был оставлен в Риге певчим архиерейского хора и псаломщиком при Иоанновской церкви, «что в архиерейской мызе». С 1896 — псаломщик в рижской Свято-Троицкой женской общине. В 1899 женился на дочери священника Любови Фёдоровне Луговской.

## Священник
1 января 1900 епископ Рижский и Митавский Агафангел рукоположил его в сан священника. Служил в Гарьельском (Лаанеметса) приходе Верроского (Выруского) благочиния. Заботился о церковном пении, произносил прочувствованные проповеди, преподавал в школе, помогал бедным. В 1905 во время действий карательного отряда он взял под защиту невинно осуждённых на смертную казнь.
С 20 февраля 1908 — священник Ниггенской церкви (Ныо). Организовал сбор средств в пользу храма, украсил его новой утварью. 7 декабря 1910 назначен благочинным 1-го Юрьевского округа. С началом Первой мировой войны проводил особые вечерние богослужения, дабы совершить сугубую молитву за ушедших на фронт, посещает и утешает плачущих матерей и жен.
С 22 июля 1915 по 6 октября 1916 состоял священником при Рингенской церкви (Рынгу), а затем был переведен третьим священником в Успенский собор города Юрьева (Тарту), позднее являлся вторым священником. По словам старосты Успенского собора профессора Юрьевского университета Ивана Лаппо, «был человек тихий и скромный, с тем кротким и чистым взглядом ясных глаз, который бывает у людей, живущих глубоко духовной жизнью. При этом, несмотря на свою скромность и даже застенчивость, он обладал твердым характером и, где это было необходимо, без долгих колебаний шел на самопожертвование».
20 июня 1918 по просьбе приходского совета Успенского собора епископ Платон (Кульбуш) назначил его настоятелем собора с возведением в сан протоиерея. Несмотря на многочисленные сложности (прекращение выплаты жалования членам причта, необходимость поиска средств на содержание Свято-Исидоровской церковно-приходской школы и др.), «никогда ни одной жалобы, ни одного резкого слова о ком-либо я не слышал от о. Михаила за все это время. Его истовое, подлинно прекрасное в своей простоте и молитвенной чистоте богослужение, его вдохновенная проповедь никогда не отражали на себе усталости». (Из воспоминаний профессора Лаппо). Некоторые свои проповеди облекал в стихотворную форму — его поэтические произведения были исполнены христианской скорби и печали. Призывал не бояться смерти и не иметь страха перед насильственным уничтожением, ибо Христос — победитель смерти — через скорби настоящего века ведет душу христианскую к веку будущему, непреходящему.

## Арест и мученическая кончина
После занятия в декабре 1918 города Тарту большевиками был арестован (5 января 1919) в алтаре Успенского собора. Его обвинили в нарушении запрета совершать богослужение (приказом от 29 декабря совершение богослужений воспрещалось под страхом смерти, а распоряжение от 31 декабря предписывало всем «попам» оставить город). Был расстрелян вместе с епископом Платоном и настоятелем Георгиевской церкви протоиереем Николаем Бежаницким. Похоронен в Тарту, в Успенском соборе.
Был причислен к лику новомучеников российских в августе 2000 на юбилейном Архиерейском Соборе Русской Православной церкви в Москве.